# Angel Ljaskov
Angel Stefanov Ljaskov (in bulgaro Ангел Стефанов Лясков?; Loveč, 16 marzo 1998) è un calciatore bulgaro, difensore della Lokomotiv Plovdiv.

## Carriera

### Nazionale
Ha debuttato con la nazionale Under-21 bulgara il 5 settembre 2017, nella partita di qualificazione all'Europeo del 2019 persa per 0-1 contro il Lussemburgo.